# Euijin
Lee Eui-jin (hangul: 이의진), más conocido como Euijin (hangul: 의진), es un rapero, cantante y bailarín surcoreano. Es miembro del grupo "BIGFLO" y de "UNB".

## Carrera
Es miembro de la agencia "HO Company".

### Televisión
En octubre de 2018 se unió al programa The Unit, donde participó hasta el final del programa el 10 de febrero del 2018. Euijin obtuvo el segundo lugar y logró quedar en el grupo ganador junto a Feeldog, Jun, Go Ho-jeong, Ji Hansol, Kim Ki-joong, Marco, Chan y Dae-won.

### Música
En 2014 se unió al grupo "A.cian" del que formó parte hasta el 1 de noviembre de 2015. En el grupo ocupó el puesto de líder y rapero.
Desde 2016 forma parte de la banda surcoreana "BIGFLO", junto a Jungkyun, Ron, HighTop, Yuseong, Lex y Sungmin. En el grupo participa como rapero y bailarín. El 11 de enero del 2017 se presentó su teaser como miembro del grupo para su 4.º miniálbum "Stardom".
En abril de 2018 entra a formar parte del grupo "UNB" junto a Feeldog, Jun, Go Ho-jeong, Ji Hansol, Kim Ki-joong, Marco, Chan y Dae-won, hasta el final de las actividades del grupo el 27 de enero del 2019. En el grupo fue uno de los cantantes y bailarines.
En junio del 2019 reveló por primera vez su siguiente etapa con su debut en solitario con su nuevo miniálbum "e: motion".

## Filmografía

### Programas de variedades
| Año             | Programa                                             | Notas                                        |
| --------------- | ---------------------------------------------------- | -------------------------------------------- |
| 2019 - presente | Let’s Meet at the Shop                               | co-presentador                               |
| 2018            | Somebody                                             | miembro                                      |
| 2018            | Dancing High                                         | (ep. #3-4) - juez invitado - junto a Feeldog |
| 2018            | Hello Counselor                                      | invitado - junto a Feeldog                   |
| 2018            | Idol Room                                            | ep. #8 - invitado - junto a UNB              |
| 2018            | Two Yoo Project Sugar Man: Season 2                  | ep. #17 - invitado - junto a UNB             |
| 2018            | 1 VS 100                                             | invitados - junto a Feeldog, Jun y Marco     |
| 2018            | XV Idol Star Athletics Championships Chuseok Special | participante - junto a UNB                   |
| 2018            | Gag Concert                                          | invitados - junto a Jun y Marco              |
| 2017 - 2018     | The Unit                                             | 28 episodios - competidor                    |